# Jaguar XK150
Jaguar XK150 — спортивный автомобиль фирмы Jaguar, выпускался в период с 1957 по 1961 год. Автомобиль пришел на смену XK140. Первоначально XK150 был доступен в кузовах купе и кабриолет, родстер появился в 1958 году.

## История
Автомобиль был представлен на своем домашнем рынке в мае 1957 года и имел сходство со своими предшественниками, моделями XK120 и XK140, однако, тем не менее, XK150 был значительно обновлен. Появилось цельное ветровое стекло, и линия крыла более не выпадала так глубоко на дверь. Увеличенный капот распространился до крыльев, а на кабриолете лобовое стекло было сдвинуто назад на 102 мм, что дополнительно удлинило капот. Кузов автомобиля в разное время окрашивался в красный, перламутровый, белый, голубой индиго, бордовый, черный, туманный серый и другие цвета.
Отделанная ореховым деревом панель приборов на XK140 была сменена на кожаную. На первых автомобилях в кузове купе, до июня 1958 года, устанавливалась алюминиевая центральная панель приборов. Тонкие двери автомобиля давали больше внутреннего пространства. На передних габаритных огнях, располагавшихся на крыльях, имелся небольшой красный индикатор, говорящий водителю о включенном свете.
Подвеска и ходовая часть были очень похожи на XK140, усилитель рулевого управления на этих автомобилях не предлагался. Стандартный рядный шестицилиндровый двигатель DOHC был также похож на двигатель от XK140, но получил новую головку цилиндров типа «B», объём 3,4 литра и мощность 180 л. с. при 5750 об/мин.
В то время как первые купе и кабриолеты XK150 были медленнее своих предшественников, в марте 1958 года, после восстановления завода после пожара, произошедшего в феврале 1957 года, автомобиль стал оснащаться специальным оборудованием, включая дисковые тормоза и двигатель SE, использующий карбюраторы SUHD6 и модифицированную головку цилиндров с большими выпускными клапанами. Вместе все это дало прирост мощности до 210 л. с. при 5500 об/мин. На большинство экспортных моделей устанавливались данные SE двигатели. Был представлен и третий вариант двигателя для кабриолета, мотор S с тремя карбюраторами SUHD8 и другой головкой блока цилиндров. Мощность этих двигателей без учета трансмиссии составляла 250 л. с.
В 1960 году стал доступен 3,8-литровый двигатель, устанавливавшийся с октября 1958 года на Jaguar Mark IX, мощность которого составляла 220 л. с. (164 кВт). После настройки под XK150S, его мощность составила 265 л. с. (198 кВт). Этот двигатель разгонял 150S до 217 км/ч, а время разгона до 100 км/ч составляло примерно 7,0 секунд. Расход топлива такого двигателя составлял 13,1 литров на 100 км. Стали доступны 12-дюймовые (305 мм) дисковые тормоза Dunlop на все четыре колеса, хотя, теоретически можно было заказать автомобиль с барабанными тормозами. Стандартно устанавливались либо шины 6,00×16 Dunlop Road Speed, либо 185VR16 Pirelli Cinturato CA67.
Производство XK150 закончилось в октябре 1960 года, всего было выпущено 2265 родстеров, 4445 купе и 2672 кабриолетов. Смена модели, E-Type, была представлена в середине марта 1961 года.

## Фотографии

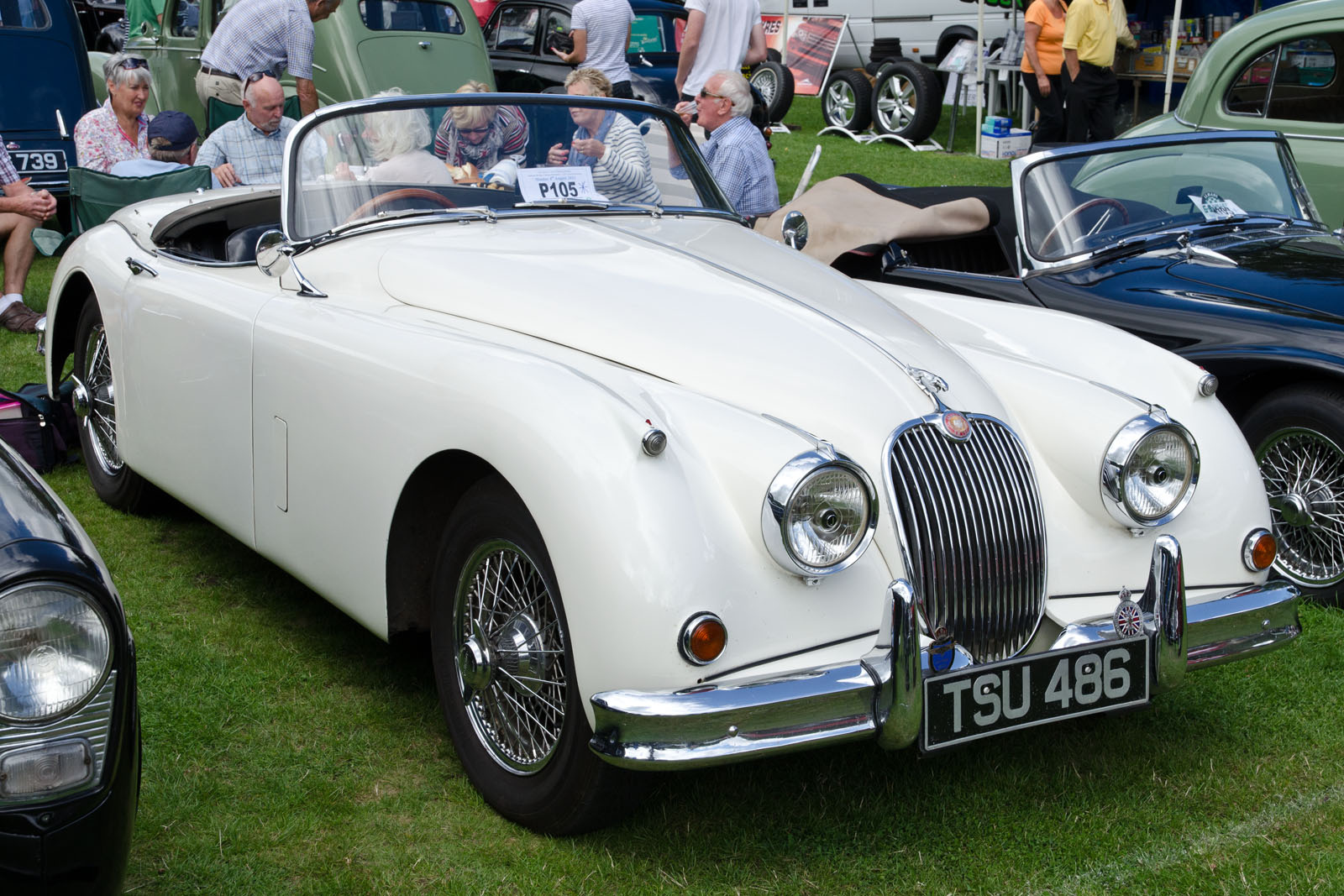
Родстер Jaguar XK150, 1958
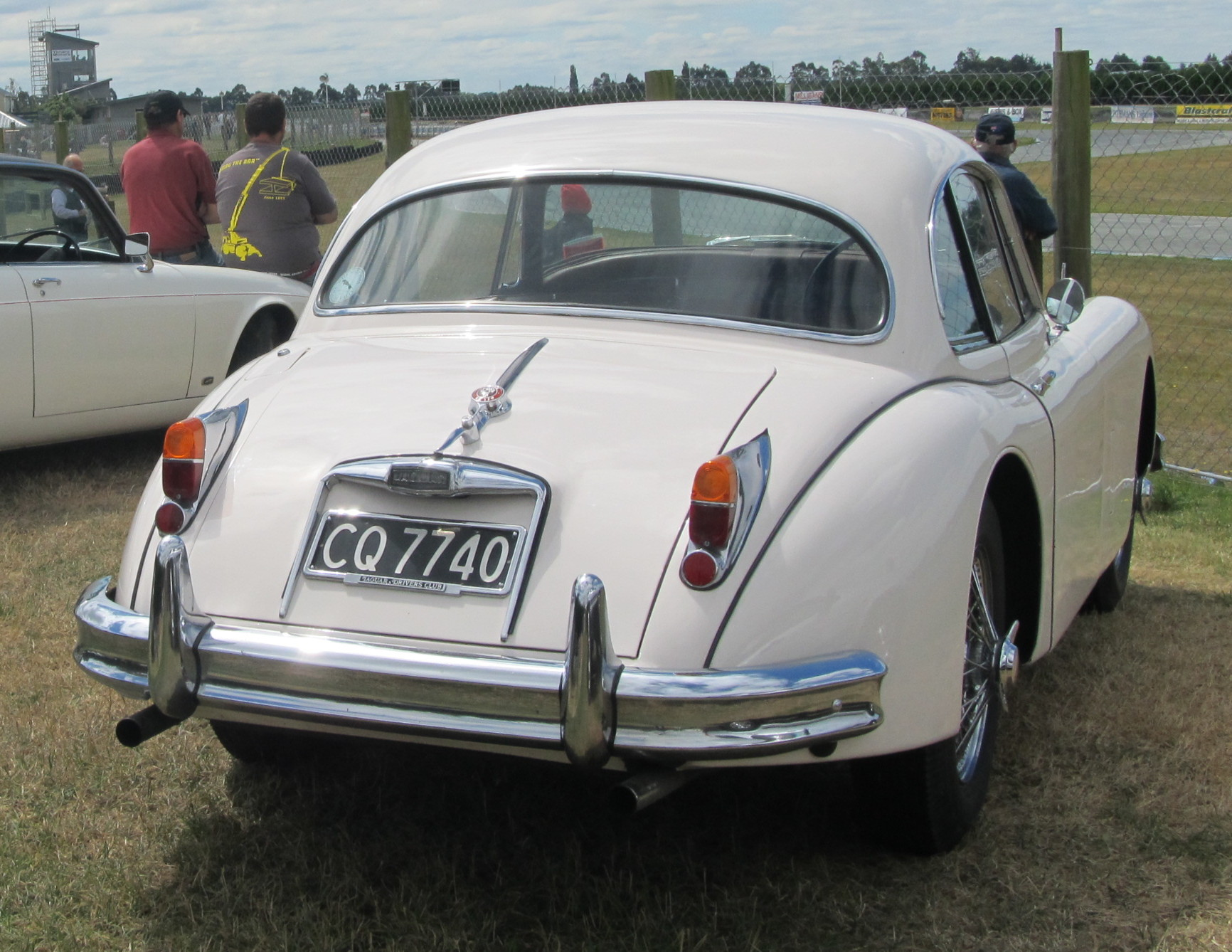
Купе Jaguar XK150, 1961
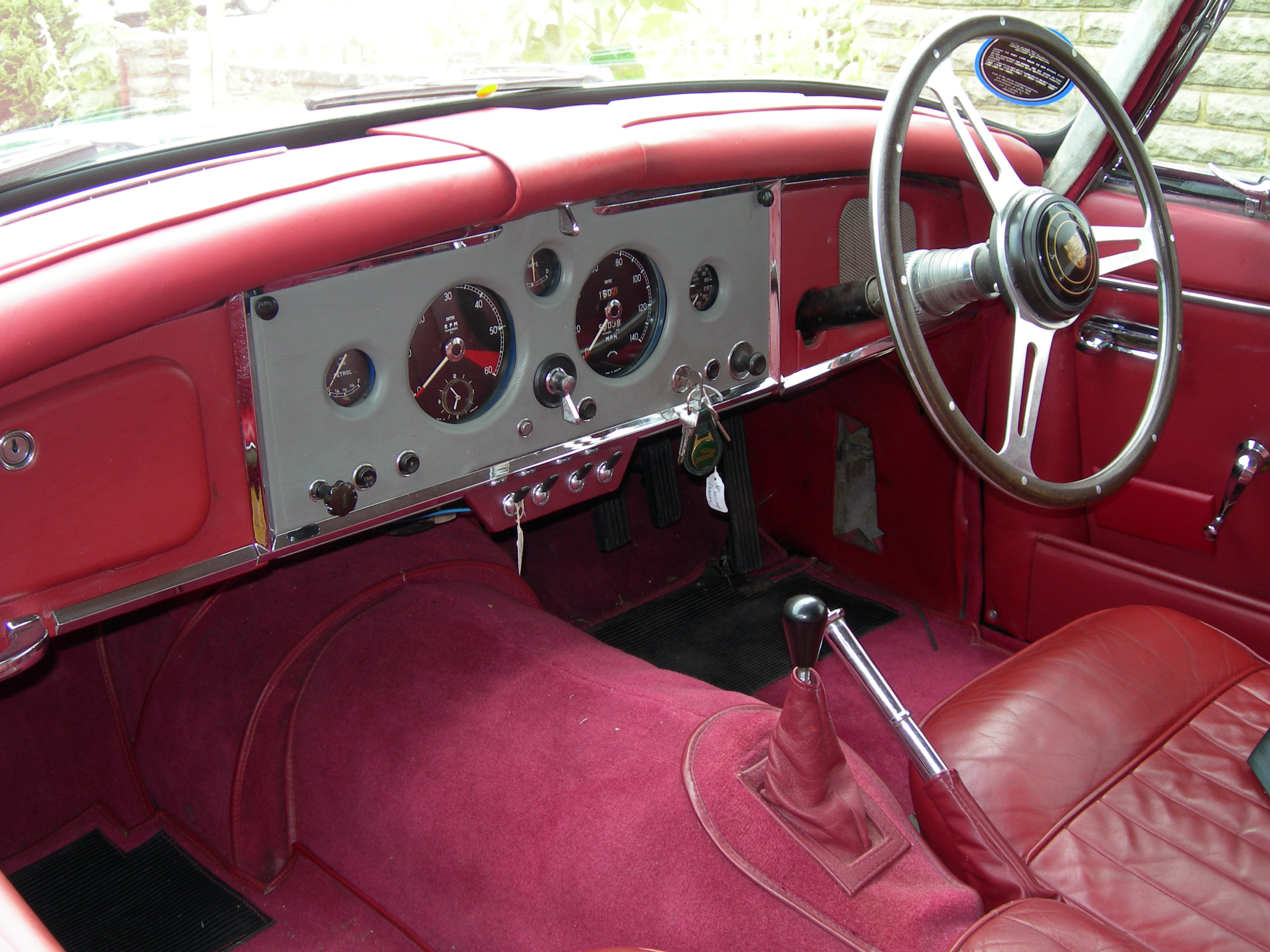
Интерьер купе Jaguar XK150, 1961
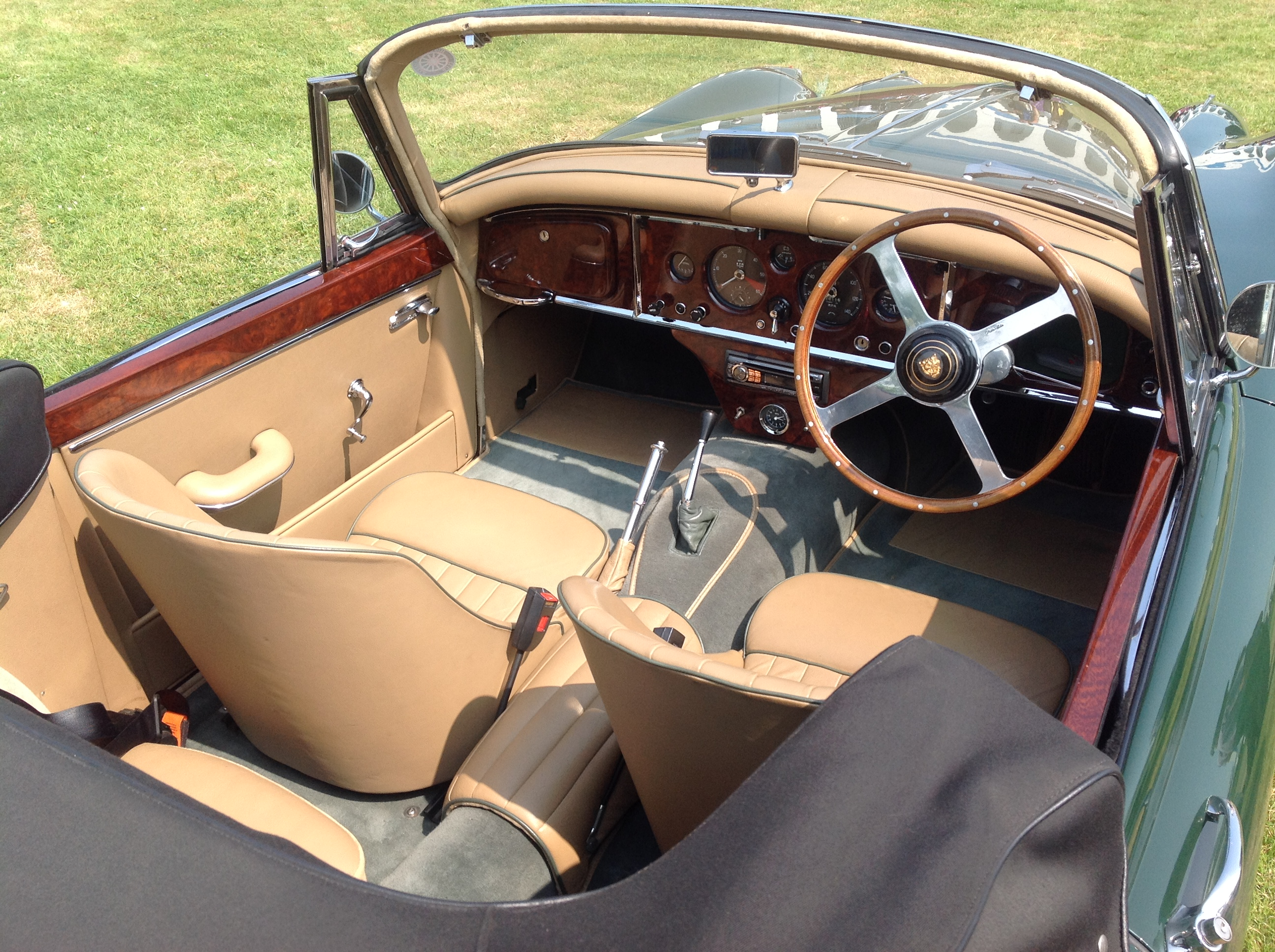
Кабриолет Jaguar XK150, 1989
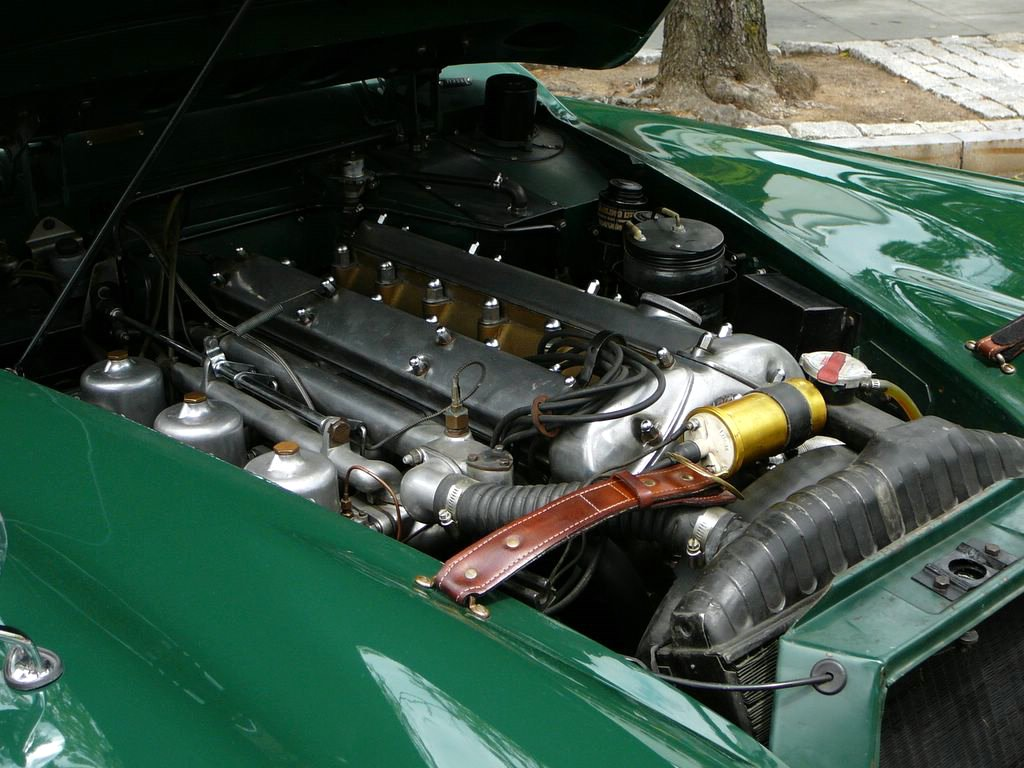
Двигатель под капотом Jaguar XK150 с тремя карбюраторами SU
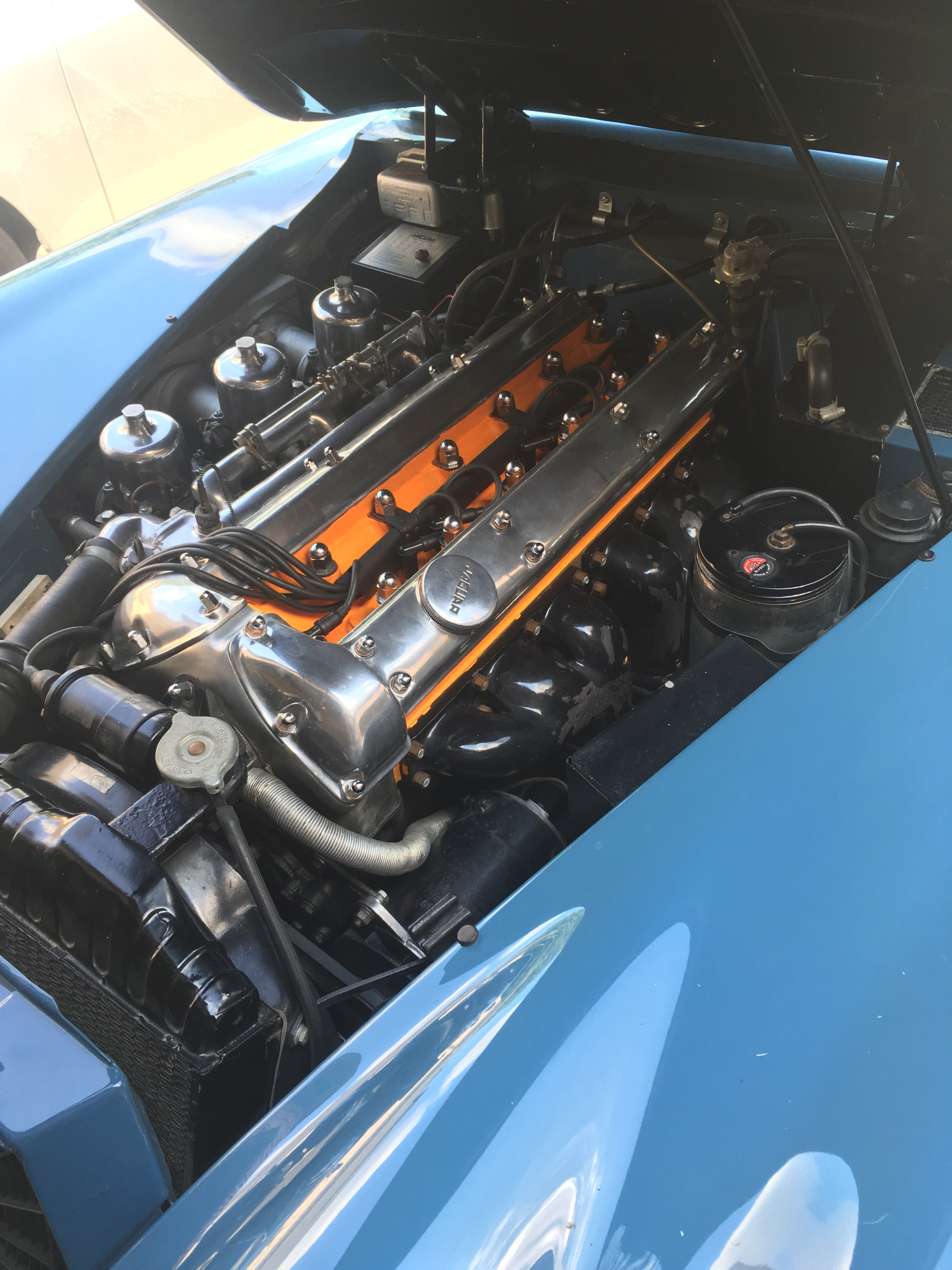
3,4-литровый двигатель под капотом Jaguar XK150